# Фратоянни, Никола
Никола Фратоянни (итал. Nicola Fratoianni; род. 4 октября 1972, Пиза) — итальянский политик. Лидер партии «Итальянские левые» (2017—2019 и с февраля 2021 года).

## Биография
Родился в Пизе. Получил высшее философское образование.
По собственным утверждениям, в 2001 году принимал участие беспорядках антиглобалистов во время саммита G8 в Генуе.
Начинал политическую карьеру в Партии коммунистического возрождения. С 2002 по 2004 год являлся национальным координатором молодёжной организации этой партии — Коммунистического союза молодёжи Италии.
В 2004 году отвечал за избирательную кампанию ПКВ на региональных выборах в Апулии, возглавив региональную организацию коммунистов и начав политическое сотрудничество с Ники Вендолой, который в ходе праймериз одержал победу над Бочча, а затем был избран губернатором области.
В 2009 году вслед за Вендолой вышел из ПКВ и принимал активное участие в создании Движения за левых, а затем новой партии — Левые Экология Свобода. В 2010 году Вендола был переизбран губернатором Апулии. Фратоянни стал асессором областной администрации, отвечая за молодёжную политику, гражданское общество и актуализацию программы регионального правительства.
В 2012 году Фратоянни огласил для прессы постановление регионального правительства, которым установлена максимальная стоимость разрешённых подарков для членов правительства и губернатора — 200 евро.
По итогам парламентских выборов 2013 года Фратоянни был избран по спискам ЛЭС членом Палаты депутатов.
15 февраля 2014 года избран национальным координатором ЛЭС. В июне 2014 года возглавил фракцию партии в нижней палате парламента после перехода его предшественника в этой должности Дженнаро Мильоре в правящую Демократическую партию.
19 февраля 2015 года прокуратура Таранто начала расследование по делу об экологической катастрофе по вине сталелитейной компании Ilva в отношении 52 человек, в том числе Фратоянни, которого подозревают в использовании служебного положения для сокрытия преступных действий третьих лиц.
19 февраля 2017 года на учредительном съезде партии «Итальянские левые» в Римини избран секретарём новой партии большинством в 503 голоса против 32 при 28 воздержавшихся. 1 июня 2019 года ушёл в отставку из-за низких результатов ИЛ на европейских выборах — 1,7 %.
2 февраля 2021 года на очередном партийном съезде, ставшем первым в истории Италии съездом политической партии, полностью проведённым онлайн, вновь избран секретарём «Итальянских левых» (кроме того, делегаты поддержали участие в совместном с «зелёными» проекте «Equologica»).